# Медаль Победы во Второй мировой войне (США)
Медаль победы во Второй мировой войне (англ. World War II Victory Medal) была учреждена решением Конгресса от 6 июля 1945 года для военнослужащих всех видов Вооружённых Сил США за участие во Второй мировой войне.

## Описание
Бронзовая медаль — 3,492 см по ширине. На лицевой стороне — фигура Освобождения, стоящая повернувшись головой направо, к восходящему солнцу, правая нога опирается на шлем бога войны с рукояткой сломанного меча в правой руке и сломанном лезвии в левой руке; надпись «ВТОРАЯ МИРОВАЯ ВОЙНА» на английском языке, помещенная чуть ниже центра. На обороте — надписи «СВОБОДА ОТ СТРАХА И НУЖДЫ» и «СВОБОДА СЛОВА И РЕЛИГИИ», все в пределах круга, составленного из слов «СОЕДИНЁННЫЕ ШТАТЫ АМЕРИКИ 1941 - 1945».

## Лента
Лента — 3,492 см шириной и состоит из следующих цветовых полос: 0,492 см — цвета радуги; 0,07938 см белый; 0,5625 см красный; 0,07938 см белый; 0,492 см — цвета радуги. Радуга на каждой стороне ленты — миниатюра образца, используемого в Медали Победы в Первой мировой войне.

## Критерии
- Квалификационный период для вручения солдатам США — минимум одни сутки в период с 7 декабря 1941 г. по 31 декабря 1946 г.

## История
- Медаль Победы Второй мировой войны была выпущена в соответствии с постановлением конгресса 6 июля 1945 г.
- Медаль была разработана Томасом Х. Джонсом и одобрена Военным секретарём 5 февраля 1946 г.

## Фотографии

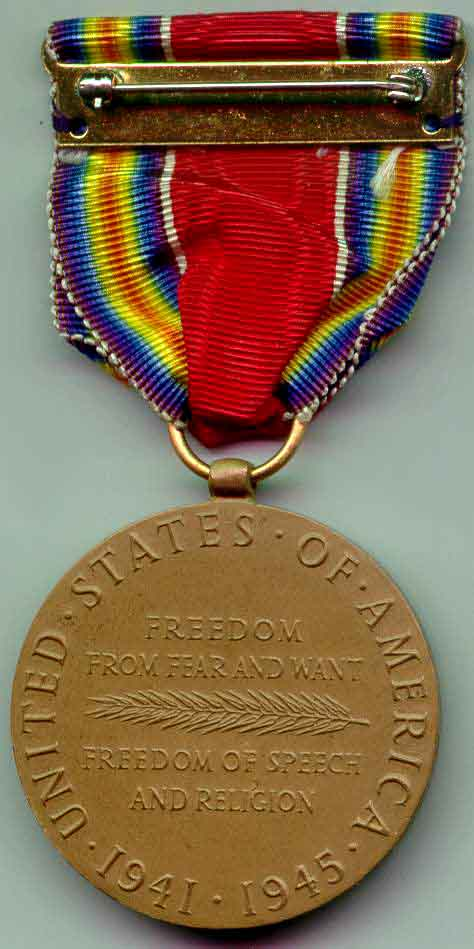
Медаль победы во Второй мировой войне, реверс